# Beatrycze II d’Este
Beatrycze II d’Este, Beatriu II d’Este (ur. 1230 w Ferrarze, zm. 18 stycznia 1262) – błogosławiona Kościoła katolickiego.

## Życiorys
Urodziła się w 1230 roku. Jej ciotką była bł. Beatrycze d’Este. Zaręczyła się z Galeazzo Manfredi Vicenza. Kiedy owdowiała założyła klasztor i przywdziała habit zakonu benedyktyńskiego.
Zmarła 18 stycznia 1262 roku w opinii świętości i pochowana została w skrzydle klasztoru przekształconym w kaplicę. Miejsce to stało się celem pielgrzymek.
Jej kult jako błogosławionej zatwierdził papież Klemens XIV w dniu 23 lipca 1774 roku. Wspomnienie liturgiczne w Kościele katolickim obchodzone jest w Modenie i Ferrarze 18 stycznia, zaś benedyktynki 28 lutego.